# SM Tb 79 T
SM Tb 79 T – austro-węgierski torpedowiec z okresu I wojny światowej typu Tb 74 T. Okręt przetrwał wojnę. W 1920 roku przekazano go Jugosławii. Po wojnie służył do 1932 roku w marynarce tego kraju pod nazwą T-4.

## Służba
SM Tb (Torpedowiec Jego Cesarskiej Mości) 79 T został wodowany 30 kwietnia 1914 roku jako szósty okręt swojego typu. Wszedł do służby w marynarce Austro-Węgier 1 października tego roku. 21 maja 1917 roku nazwę skrócono do SM Tb 79. Służył aktywnie podczas I wojny światowej.
Okręt przetrwał wojnę, po czym w ramach podziału floty Austro-Węgier w 1920 roku przyznano go Jugosławii, dokąd trafił w 1921 roku (wraz z bliźniaczymi Tb 76T, 77T i 78T oraz czterema torpedowcami zbliżonego typu Tb 82F, stanowiąc jedyne nowoczesne okręty przyznane Jugosławii). Po wcieleniu do marynarki jugosłowiańskiej otrzymał nazwę T-4. W 1932 roku został uszkodzony na skałach podwodnych, po czym wycofano go ze służby.

## Opis
Tb 79 T wyposażony był w dwa kotły parowe typu Yarrow, które współpracowały z dwoma turbinami parowymi Parsons. Okręt uzbrojony był początkowo w dwie armaty kalibru 66 mm L/30, pojedynczy karabin maszynowy Schwarzlose oraz dwie podwójne wyrzutnie torped kalibru 450 mm. Od 1917 roku rufową armatę 66 mm mocowano na okrętach tego typu na podstawie umożliwiającej prowadzenie ognia do celów powietrznych.